# Discographie de Lacuna Coil
 (septembre 2022).
La mise en forme du texte ne suit pas les recommandations de Wikipédia : il faut le « wikifier ».
Les points d'amélioration suivants sont les cas les plus fréquents. Le détail des points à revoir est peut-être précisé sur la page de discussion.
- Les titres sont pré-formatés par le logiciel. Ils ne sont ni en capitales, ni en gras.
- Le texte ne doit pas être écrit en capitales (les noms de famille non plus), ni en gras, ni en italique, ni en « petit »…
- Le gras n'est utilisé que pour surligner le titre de l'article dans l'introduction, une seule fois.
- L'italique est rarement utilisé : mots en langue étrangère, titres d'œuvres, noms de bateaux, etc.
- Les citations ne sont pas en italique mais en corps de texte normal. Elles sont entourées par des guillemets français : « et ».
- Les listes à puces sont à éviter, des paragraphes rédigés étant largement préférés. Les tableaux sont à réserver à la présentation de données structurées (résultats, etc.).
- Les appels de note de bas de page (petits chiffres en exposant, introduits par l'outil «  Source ») sont à placer entre la fin de phrase et le point final[comme ça].
- Les liens internes (vers d'autres articles de Wikipédia) sont à choisir avec parcimonie. Créez des liens vers des articles approfondissant le sujet. Les termes génériques sans rapport avec le sujet sont à éviter, ainsi que les répétitions de liens vers un même terme.
- Les liens externes sont à placer uniquement dans une section « Liens externes », à la fin de l'article. Ces liens sont à choisir avec parcimonie suivant les règles définies. Si un lien sert de source à l'article, son insertion dans le texte est à faire par les notes de bas de page.
- La présentation des références doit suivre les conventions bibliographiques. Il est recommandé d'utiliser les modèles {{Ouvrage}}, {{Chapitre}}, {{Article}}, {{Lien web}} et/ou {{Bibliographie}}. Le mode d'édition visuel peut mettre en forme automatiquement les références.
- Insérer une infobox (cadre d'informations à droite) n'est pas obligatoire pour parachever la mise en page.

Pour une aide détaillée, merci de consulter Aide:Wikification.
Si vous pensez que ces points ont été résolus, vous pouvez retirer ce bandeau et améliorer la mise en forme d'un autre article.
 (février 2021).
Le contenu est difficilement compréhensible vu les erreurs de traduction, qui sont peut-être dues à l'utilisation d'un logiciel de traduction automatique.
La discographie de Lacuna Coil, un groupe italien de metal gothique, est composée de neuf albums studio, deux EPs, deux albums live, deux compilation, un DVD et de vingt-quatre singles . 

## Albums

### Albums studio
| Title                                                                                                  | Details                                                                                         | Peak chart positions | Peak chart positions | Peak chart positions | Peak chart positions | Peak chart positions | Peak chart positions | Peak chart positions | Peak chart positions | Peak chart positions | Peak chart positions | Sales          | Certifications |
| Title                                                                                                  | Details                                                                                         | Ita                  | AUT                  | BEL (FL)             | FRA                  | All                  | NLD                  | SPA                  | SWI                  | UK                   | US                   | Sales          | Certifications |
| --- | ----------------------------------------------------------------------------------------------- | -------------------- | -------------------- | -------------------- | -------------------- | -------------------- | -------------------- | -------------------- | -------------------- | -------------------- | -------------------- | -------------- | -------------- |
| In a Reverie                                                                                           | - Sortie: 8 juin 1999 (US) - Label: Century Media - Formats: CD, téléchargement                 | —                    | —                    | —                    | —                    | —                    | —                    | —                    | —                    | —                    | —                    |                |                |
| Unleashed Memories                                                                                     | - Sortie: 20 mars 2001 (US) - Label: Century Media - Formats: CD, téléchargement                | —                    | —                    | —                    | —                    | 72                   | —                    | —                    | —                    | —                    | —                    |                |                |
| Comalies                                                                                               | - Sortie: 29 octobre 2002 (US) - Label: Century Media - Formats: CD, LP, téléchargement         | —                    | —                    | —                    | 69                   | 45                   | —                    | —                    | —                    | —                    | 178                  | - US: 300,000+ |                |
| Karmacode                                                                                              | - Sortie: 4 avril 2006 (US) - Label: Century Media - Formats: CD, LP, téléchargement            | 17                   | 52                   | 83                   | 54                   | 43                   | 86                   | —                    | 61                   | 47                   | 28                   | - US: 200,000+ | - FIMI: Silver |
| Shallow Life                                                                                           | - Sortie: 21 avril 2009 (US) - Label: Century Media, EMI - Formats: CD, LP, téléchargement      | 25                   | 68                   | 60                   | 46                   | 52                   | 76                   | 95                   | 64                   | 42                   | 16                   | - US: 70,000+  |                |
| Dark Adrenaline                                                                                        | - Sortie: 23 janvier 2012 (US) - Label: Century Media, EMI - Formats: CD, LP, téléchargement    | 18                   | —                    | 59                   | 78                   | 36                   | 79                   | 77                   | 53                   | 48                   | 15                   | - US: 20,000+  |                |
| Broken Crown Halo                                                                                      | - Sortie: 1 avril 2014 (US) - Label: Century Media, Universal - Formats: CD, LP, téléchargement | 13                   | 55                   | 60                   | 66                   | 40                   | 75                   | —                    | 37                   | 45                   | 27                   | - US: 13,000+  |                |
| Delirium                                                                                               | - Sortie: 27 mai 2016 - Label: Century Media, Universal - Formats: CD, LP, téléchargement       | 11                   | 40                   | 29                   | 85                   | 33                   | 94                   | 69                   | 30                   | 42                   | 33                   | - US: 13,000+  |                |
| Black Anima                                                                                            | - Sortie: 11 octobre 2019 - Label: Century Media, RED - Formats: CD, LP, téléchargement         | 23                   | 37                   | 35                   | 65                   | 15                   | —                    | 22                   | 13                   | 45                   | 87                   |                |                |
| Sleepless Empire                                                                                       | - Sortie: 14 février 2025 - Label: Century Media Records - Formats: CD, LP, téléchargement      |                      |                      |                      |                      |                      |                      |                      |                      |                      |                      |                |                |
| "—" désigne un enregistrement qui n'a pas été enregistré ou qui n'a pas été diffusé sur ce territoire. |                                                                                                 |                      |                      |                      |                      |                      |                      |                      |                      |                      |                      |                |                |

### Albums live
| Titre                                                                                                  | Détails                                                                                                | Peak chart positions | Peak chart positions | Peak chart positions |
| Titre                                                                                                  | Détails                                                                                                | BEL (WA)             | All                  | Royaume-Uni Rock     |
| --- | --- | -------------------- | -------------------- | -------------------- |
| Visual Karma (Body, Mind and Soul)                                                                     | - Sortie: 25 novembre 2008 (États-Unis) - Label: Century Media - Formats: CD, téléchargement numérique | -                    | -                    | -                    |
| The 119 Show: Live in London                                                                           | - Sortie: 9 novembre 2018 - Label: Century Media - Formats: CD, téléchargement numérique               | 114                  | 93                   | 7                    |
| Live from the Apocalypse                                                                               | - Sortie: 25 juin 2021 - Label: Century Media - Formats: CD, téléchargement numérique                  | -                    | -                    | -                    |
| "-" désigne un enregistrement qui n'a pas été enregistré ou qui n'a pas été diffusé sur ce territoire. | |                      |                      |                      |

### Compilation
| Titre                    | Détails |
| ------------------------ | --- |
| The EPs                  | - Sortie: 22 juillet 2005 (États-Unis) - Label: Century Media, EMI - Formats: CD, téléchargement numérique |
| Manifesto of Lacuna Coil | - Sortie: 27 février 2009 (États-Unis) - Label: Century Media, EMI - Formats: CD, téléchargement numérique |

### DVD
| Titre                                                                                                  | Détails                                                                       | Peak chart positions | Peak chart positions | Peak chart positions | Peak chart positions | Peak chart positions |
| Titre                                                                                                  | Détails                                                                       | ITA DVD              | AUS DVD              | JPN DVD              | NLD DVD              | US Vidéo             |
| --- | ----------------------------------------------------------------------------- | -------------------- | -------------------- | -------------------- | -------------------- | -------------------- |
| Visual Karma (Body, Mind and Soul)                                                                     | - Sortie: 25 novembre 2008 (États-Unis) - Label: Century Media - Formats: DVD | 12                   | -                    | 216                  | -                    | 26                   |
| The 119 Show: Live in London                                                                           | - Sortie: 9 novembre 2018 - Label: Century Media - Formats: DVD, Blu-ray      | -                    | 11                   | -                    | 20                   | -                    |
| "-" désigne un enregistrement qui n'a pas été enregistré ou qui n'a pas été diffusé sur ce territoire. |                                                                               |                      |                      |                      |                      |                      |

## EPs
| Titre       | Détails                                                                                                |
| ----------- | --- |
| Lacuna Coil | - Sortie: 7 avril 1998 (États-Unis) - Label: Century Media - Formats: CD, téléchargement numérique     |
| Halflife    | - Sortie: 18 novembre 2000 (États-Unis) - Label: Century Media - Formats: CD, téléchargement numérique |

## Singles
| Titre                                                                                                   | Année | Peak chart positions | Peak chart positions | Peak chart positions | Peak chart positions | Peak chart positions | Peak chart positions | Peak chart positions | Peak chart positions | Album                        |
| Titre                                                                                                   | Année | ITA                  | AUT                  | CZE                  | SPA                  | UK                   | UK Rock              | US Act. Rock         | US Main. Rock        | Album                        |
| --- | ----- | -------------------- | -------------------- | -------------------- | -------------------- | -------------------- | -------------------- | -------------------- | -------------------- | ---------------------------- |
| "Heaven's a Lie"                                                                                        | 2002  | —                    | —                    | —                    | —                    | —                    | —                    | —                    | —                    | Comalies                     |
| "Swamped"                                                                                               | 2004  | —                    | 22                   | —                    | —                    | —                    | —                    | —                    | —                    | Comalies                     |
| "Our Truth"                                                                                             | 2006  | 23                   | —                    | —                    | 18                   | 40                   | 1                    | 32                   | 36                   | Karmacode                    |
| "Enjoy the Silence"                                                                                     | 2006  | 27                   | —                    | 13                   | —                    | 41                   | 3                    | —                    | —                    | Karmacode                    |
| "Closer"                                                                                                | 2006  | 50                   | —                    | —                    | —                    | —                    | 5                    | —                    | —                    | Karmacode                    |
| "Within Me"                                                                                             | 2006  | 44                   | —                    | —                    | —                    | —                    | —                    | —                    | —                    | Karmacode                    |
| "Spellbound"                                                                                            | 2009  | —                    | —                    | —                    | —                    | —                    | —                    | 24                   | 30                   | Shallow Life                 |
| "I Like It"                                                                                             | 2009  | —                    | —                    | —                    | —                    | —                    | —                    | —                    | —                    | Shallow Life                 |
| "I Won't Tell You"                                                                                      | 2009  | —                    | —                    | —                    | —                    | —                    | —                    | 32                   | 35                   | Shallow Life                 |
| "Wide Awake"                                                                                            | 2009  | —                    | —                    | —                    | —                    | —                    | —                    | —                    | —                    | Shallow Life                 |
| "Trip the Darkness"                                                                                     | 2011  | —                    | —                    | —                    | —                    | —                    | —                    | 23                   | 28                   | Dark Adrenaline              |
| "Fire"                                                                                                  | 2012  | —                    | —                    | —                    | —                    | —                    | —                    | —                    | —                    | Dark Adrenaline              |
| "Losing My Religion"                                                                                    | 2012  | —                    | —                    | —                    | —                    | —                    | —                    | —                    | —                    | Dark Adrenaline              |
| "Die & Rise"                                                                                            | 2014  | —                    | —                    | —                    | —                    | —                    | —                    | —                    | 32                   | Broken Crown Halo            |
| "Nothing Stands in Our Way"                                                                             | 2014  | —                    | —                    | —                    | —                    | —                    | —                    | —                    | —                    | Broken Crown Halo            |
| "I Forgive (But I Won't Forget Your Name)"                                                              | 2014  | —                    | —                    | —                    | —                    | —                    | —                    | —                    | —                    | Broken Crown Halo            |
| "The House of Shame"                                                                                    | 2016  | —                    | —                    | —                    | —                    | —                    | —                    | —                    | —                    | Delirium                     |
| "Delirium"                                                                                              | 2016  | —                    | —                    | —                    | —                    | —                    | —                    | —                    | —                    | Delirium                     |
| "Ghost in the Mist"                                                                                     | 2016  | —                    | —                    | —                    | —                    | —                    | —                    | —                    | —                    | Delirium                     |
| "Naughty Christmas"                                                                                     | 2016  | —                    | —                    | —                    | —                    | —                    | —                    | —                    | —                    | Non-album singles            |
| "Mayday" (Rezophonic featuring Lacuna Coil)                                                             | 2018  | —                    | —                    | —                    | —                    | —                    | —                    | —                    | —                    | Non-album singles            |
| "Blood, Tears, Dust"                                                                                    | 2018  | —                    | —                    | —                    | —                    | —                    | —                    | —                    | —                    | The 119 Show: Live in London |
| "Layers of Time"                                                                                        | 2019  | —                    | —                    | —                    | —                    | —                    | —                    | —                    | —                    | Black Anima                  |
| "Reckless"                                                                                              | 2019  | —                    | —                    | —                    | —                    | —                    | —                    | —                    | —                    | Black Anima                  |
| "—" désigne un enregistrement qui n'a pas été enregistré ou qui n'a pas été diffusé sur ce territoire.. |       |                      |                      |                      |                      |                      |                      |                      |                      |                              |

## Clips vidéo
| Titre                                                | An   | Directeur (s)            |
| ---------------------------------------------------- | ---- | ------------------------ |
| "Heaven's a Lie" (version 1)                         | 2002 | Luigi Sabadini           |
| "Heaven's a Lie" (version 2)                         | 2003 | Chade Seide              |
| "Heaven's a Lie" (version 3)                         | 2003 | Patric Ullaeus           |
| "Swamped"                                            | 2004 | Patric Ullaeus           |
| "Our Truth"                                          | 2006 | Nathan Cox, Zach Merck , |
| "Enjoy the Silence"                                  | 2006 | Nathan Cox, Zach Merck , |
| "Closer"                                             | 2006 | Nathan Cox, Zach Merck , |
| "Within Me"                                          | 2007 | Kal Karman ,             |
| "Spellbound (Performance Version) & (Story Version)" | 2009 | Roberto Cinardi          |
| "I Like It"                                          | 2009 | Kevin James Custer       |
| "I Won't Tell You"                                   | 2010 | Roberto Cinardi          |
| "Trip the Darkness"                                  | 2011 | Soldats de la sitcom     |
| "End of Time"                                        | 2012 | Roberto Cinardi          |
| "I Forgive (But I Won't Forget Your Name)"           | 2014 | Soldats de la sitcom     |
| "Nothing Stands in Our Way"                          | 2014 | Daniel Kuykendall        |
| "Delirium"                                           | 2016 | Michael Winkler          |
| "Blood, Tears, Dust"                                 | 2017 | Cosimo Alemà             |
| "You Love Me 'Cause I Hate You"                      | 2017 | Cosimo Alemà             |
| "Layers of Time"                                     | 2019 | Roberto Cinardi ,        |
| "Reckless"                                           | 2019 | Roberto Cinardi ,        |
| "Save Me" (live)                                     | 2020 | Isabella D'Alessandro    |